# Reina de corazones (telenovela estadounidense)
Reina de corazones es una telenovela estadounidense producida por Telemundo Studios para Telemundo en 2014, escrita por Marcela Citterio.
Está protagonizada por Paola Núñez y Eugenio Siller; y con las participaciones antagónicas de Juan Soler y Catherine Siachoque, además de la actuación estelar de Laura Flores.

## Antecedentes
La telenovela fue vendida internacionalmente a Televisa para ser transmitida por Gala TV, Telemundo ya había hecho esto anteriormente con la telenovela Bella calamidades que se estrenó primero en México y después en los Estados Unidos. Reina de Corazones fue emitida al finalizar Marido en alquiler en Gala TV.

## Argumento

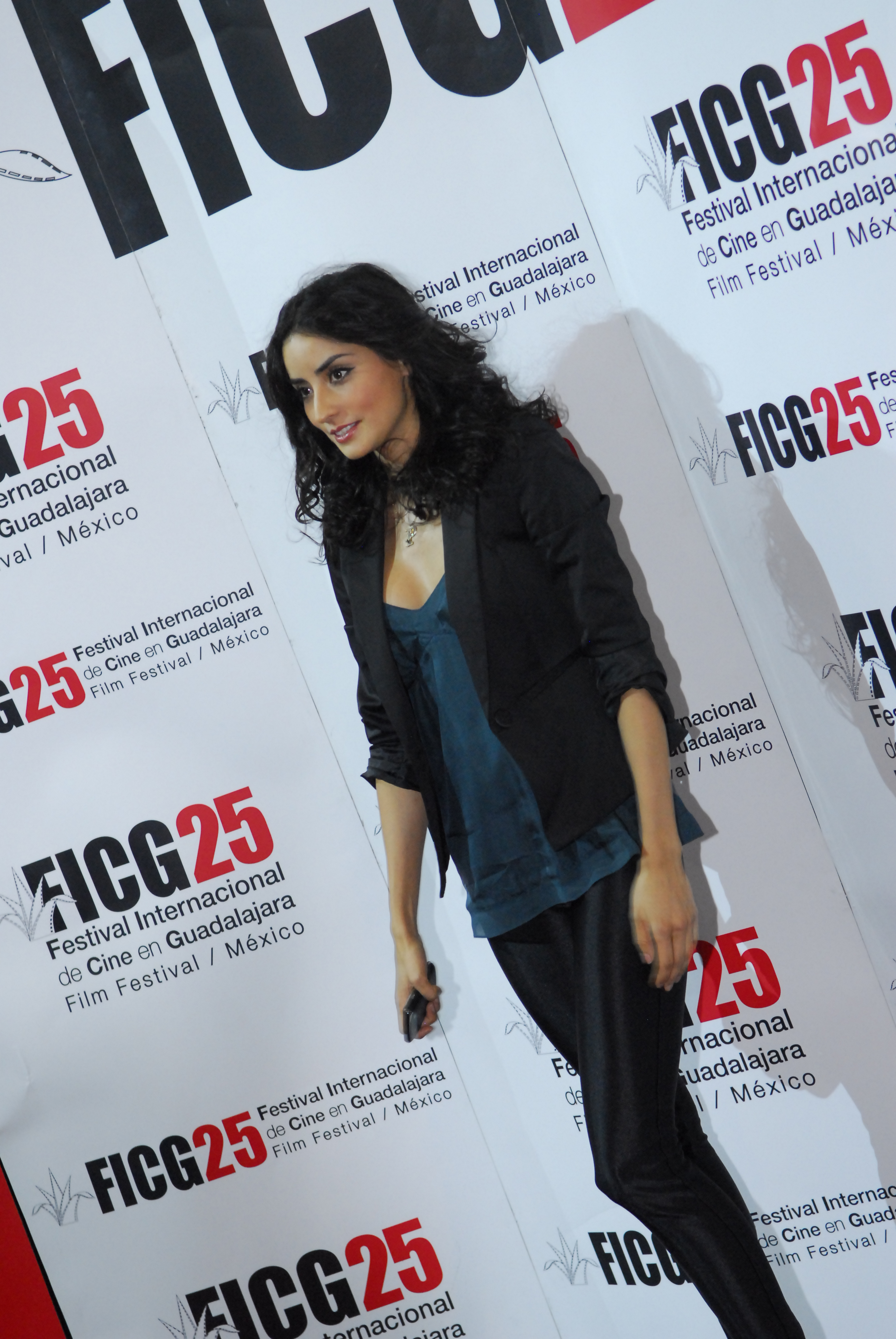
Paola Núñez es «Reina de Corazones».

La historia transcurre en Las Vegas, en donde vive Reina Ortiz, una joven costurera que trabaja día y noche para mantener a su madrastra y a su hermana, las cuales solo la utilizan para sus bienes y caprichos. Desde que falleció su padre, Reina ha querido tener una vida distinta, con lujos y millones de dinero.
Por otro lado, tenemos a Nicolás, un joven humilde que trabaja como mesero de fiesta y jugador de póker. Reina y él se conocen el día de la boda de Estefanía, una mujer caprichosa y con mucho dinero. Después de la fiesta, Reina se va, y Nicolás decide seguirla para poder enamorarla creyendo que es millonaria. Luego Nicolás decide invitarla a salir, en donde los dos se conocen y él le propone matrimonio a Reina, pero Camila por despecho trata de vengarse de Nicolás insinuándole a su padre que él la traicionó con otra mujer, Víctor de Rosas es un mafioso y asesino, que decide vengarse de Nicolás mandándolo a asesinar justo un día antes de la boda de Reina y él sembrándole drogas, para que la policía pensará que era un ajuste de cuentas.
Estefanía le hace creer a Reina que Nicolás falleció, y ella queda embarazada de Nicolás. Pero Nicolás es enviado a la cárcel y la agente Smith, decide elegirlo como agente especial de la «DEA», para poder capturar a todos los mafiosos, empresarios y jueces corruptos, cambiando su identidad a Javier Bolívar, para poder vengarse de Víctor de Rosas. Pero Víctor al conocer a Reina decide hacer otros planes para Reina, y la contrata como costurera de su empresa, y luego la enamora. Reina al pensar que Nicolás murió decide darse una oportunidad con Víctor y dejar el pasado atrás. Luego de la boda de Reina y Víctor, Reina ve a Nicolás en la entrada de la puerta de la iglesia y decide irse a correr detrás de él, y un coche la atropella dejándola inconsciente. Tras este suceso ella pierde memoria de los 8 últimos años lo que le facilita a Bolívar para realizar su venganza entra a trabajar a la mansión de Rosas así reviviendo el amor por ella pero también el pasado de Reina desatara venganzas, muertes y asesinatos al no recordar lo que aconteció.
El amor de Reina y Nicolás, quedará atrapado en un mundo de mentiras, venganza, traición y mafia.

## Elenco
- Paola Núñez - Reina Ortíz Méndez de De Rosas / de Núñez “Reina de Corazones”
- Eugenio Siller - Nicolás Núñez Smith "El Dragón" / Javier Bolívar / Javier De Rosas Smith
- Juan Soler - Víctor De Rosas Alarcón “El Halcón Negro”
- Catherine Siachoque - Estefanía Pérez Robledo Vda. de Hidalgo / de Bolívar “Reina de Diamantes”
- Laura Flores - Sara Smith “Reina de Picas” / Virginia De la Vega
- Carlos Ferro - Lázaro Leiva
- Gabriel Coronel - Francisco "Frank" Marino
- Paulo Quevedo - Isidro Castillo
- Henry Zakka - Octavio De Rosas / Gerónimo De Rosas
- Geraldine Galván - Greta De Rosas Santillana / Greta De Rosas Pérez
- Pablo Azar - Juan José "Juanjo" García
- Sergio Mur - Fernando San Juan "El Supremo" / Patricio Picasso / Gregorio Pérez
- Wanda D'Isidoro - Susana Santillana de De Rosas
- María Luisa Flores - Constanza "Connie" Leiva de Castillo
- Thali García - Camila De Rosas Santillana
- Rosalinda Rodríguez - Carmen Solís
- Paloma Márquez - Miriam Fuentes
- Raúl Arrieta - Andrés Hidalgo
- Ezequiel Montalt - Juan "Rocky" Balboa
- Priscila Perales - Delfina Ortiz
- Sebastián Ferrat - Christian Palacios
- Marisa del Portillo - Asunción Gómez / Maruja Torres
- Guido Massri - Damián Hernández
- Nicole Apollonio - Clara De Rosas Ortíz / Clara Núñez Ortíz
- Emmanuel Pérez - Román Leiva Fuentes
- Andrea Martínez - Alejandra Leiva
- Luis Velásquez - Daniel De Rosas
- Maritza Bustamante - Jacqueline "Jackie" Montoya
- Jéssica Mas - Alicia Palacios "La Cobra"
- Martha Mijares - Paz Izaguirre
- Juan Pablo Gamboa - Mauro Montalbán

## Banda sonora
| Intérprete                                         | Tema                 | Pareja                                       |
| -------------------------------------------------- | -------------------- | -------------------------------------------- |
| Enrique Iglesias, Gente de Zona ft. Descemer Bueno | «Bailando»           | Entrada                                      |
| Eugenio Siller y Syko                              | «Te esperare»        | Javier Bolívar (Nicolás Núñez) y Reina Ortiz |
| Gabriel Coronel                                    | «Yo te ame»          | Promocional                                  |
| Melissa otero                                      | «With you "Contigo"» | Lázaro y Greta                               |
| Deanette Rivas                                     | «Me rindo al amor»   | Juanjo y Susana                              |
| Fainal y Shako                                     | «Yo nunca pense»     | Isidro y Connie                              |
| Max Pizzolante                                     | «Se me olvida»       | Lázaro y Jackie                              |

## Premios y nominaciones

### TV Adicto Golden Awards
| Año  | Categoría                                 | Nominados                                | Resultado |
| ---- | ----------------------------------------- | ---------------------------------------- | --------- |
| 2014 | Mejor historia original                   | Marcela Citterio                         | Ganadora  |
| 2014 | Mejor telenovela extranjera con mexicanos | Aurelio Valcárcel Carroll y David Posada | Ganadores |

### Miami Life Awards
| Año  | Categoría                | Nominados                                | Resultado |
| ---- | ------------------------ | ---------------------------------------- | --------- |
| 2015 | Mejor telenovela         | Aurelio Valcárcel Carroll y David Posada | Ganadores |
| 2015 | Mejor actor protagónico  | Eugenio Siller                           | Ganador   |
| 2015 | Mejor actriz protagónica | Paola Núñez                              | Ganadora  |
| 2015 | Actor villano de tv      | Juan Soler                               | Ganador   |
| 2015 | Primer actor de tv       | Henry Zakka                              | Ganador   |
| 2015 | Actor de reparto de tv   | Paulo Quevedo                            | Ganador   |
| 2015 | Actor joven de tv        | Gabriel Coronel                          | Ganador   |

### Premios Tu Mundo
| Año  | Categoría                    | Nominados                                | Resultado |
| ---- | ---------------------------- | ---------------------------------------- | --------- |
| 2015 | Novela del año               | Aurelio Valcárcel Carroll y David Posada | Nominados |
| 2015 | Protagonista favorito-novela | Eugenio Siller                           | Nominado  |
| 2015 | Protagonista favorita-novela | Paola Núñez                              | Nominada  |
| 2015 | El malo más bueno-novela     | Juan Soler                               | Nominado  |
| 2015 | Actriz de reparto            | María Luisa Flores                       | Nominada  |
| 2015 | Primera actriz               | Laura Flores                             | Nominada  |
| 2015 | Primer actor                 | Henry Zakka                              | Nominado  |